# Numero di Thabit
Nella teoria dei numeri, un numero di Thabit, numero di Thâbit ibn Kurrah o numero-321 è un intero della forma 3 · 2n - 1, dove n è un intero non negativo.
I primi numeri di Thabit sono:
2, 5, 11, 23, 47, 95, 191, 383, 767, 1535, 3071, 6143, 12287, ... (sequenza A007505 dell'OEIS)
La rappresentazione binaria del numero di Thabit 3·2n-1 è lunga n+2 cifre, e consiste in "10" seguito da n 1.
I primi di Thabit sono i numeri di Thabit che sono primi (chiamati anche primi-321). La sequenza dei primi di Thabit inizia con:
2, 5, 11, 23, 47, 191, 383, 6143, 786431, 51539607551, 824633720831, ... (sequenza A007505 dell'OEIS)
I valori conosciuti finora (Aprile 2008) di n che danno un numero primo di Thabit sono:
0, 1, 2, 3, 4, 6, 7, 11, 18, 34, 38, 43, 55, 64, 76, 94, 103, 143, 206, 216, 306, 324, 391, 458, 470, 827, 1274, 3276, 4204, 5134, 7559, 12676, 14898, 18123, 18819, 25690, 26459, 41628, 51387, 71783, 80330, 85687, 88171, 97063, 123630, 155930, 164987, 234760, 414840, 584995, 702038, 727699, 992700, 1201046, 1232255, 2312734, 3136255, 4235414 (sequenza A002235 dell'OEIS)
Tra questi, il più grande è stato trovato nell'ambito del progetto di calcolo distribuito PrimeGrid da parte di David Mumper nell'aprile 2010 ed è 3·26090515−1 (1833429 cifre).

## Numeri Amicabili
Se l'(n-1)-esimo e l'n-esimo numero di Thabit sono primi, e 9·22n-1−1 è anch'esso primo, allora i seguenti due numeri sono amicabili:
{\displaystyle 2^{n}(3\cdot 2^{n-1}-1)(3\cdot 2^{n}-1),}
{\displaystyle 2^{n}(9\cdot 2^{2n-1}-1).}
Per esempio, n=2 dà il numero di Thabit 11, mentre n-1=1 dà il numero di Thabit 5, e il terzo termine è 71, che è primo. Allora, per n=2, possiamo calcolare la coppia (220, 284), composta appunto da due numeri amicabili.
Gli unici valori conosciuti di n che soddisfano tali condizioni sono 2, 4 e 7.